# Guy de Muyser
Pour les articles homonymes, voir Muyser.
Guy de Muyser, né le 20 juin 1926 à Wiltz et mort le 19 août 2024, est un homme politique et diplomate luxembourgeois, Maréchal honoraire de la cour du Grand-duc du Luxembourg et ambassadeur honoraire.
De Muyser a fait ses études universitaires de droit (doctorat) et d'économie en France, au Royaume-Uni et aux États-Unis. Marié en 1956 à Dominique Milliat (1930-2015). Il est le père d'Isabelle de Muyser, ainsi que de Xavier de Muyser et d'Alain de Muyser. Il a sept petits-enfants.

## Postes à responsabilités au service de l'État luxembourgeois
- Chef de cabinet du grand-duc Jean
- Maréchal de la cour
- Fonctionnaire service diplomatique
- Ambassadeur luxembourgeois accrédité simultanément à Moscou, Helsinki, Varsovie et Oulan-Bator, puis à Bruxelles (OTAN).

## Décorations et distinctions

### Décorations
- Grand officier de l'ordre d'Adolphe de Nassau[2]
- Grand officier de l'ordre de la Couronne de chêne

### Décorations étrangères
- Grand officier de la Légion d'honneur
- Grand-croix de l'ordre de la Couronne
- Grand-croix de l'ordre de Léopold II
- Chevalier iure sanguinis[3] de l'ordre sacré et militaire constantinien de Saint-Georges

### Titre honorifique
- Docteur honoris causa en sciences humaines de l'université Miami à Oxford dans l'Ohio (États-Unis).

## Quelques dates importantes
- 1951 : Avocat, puis avocat avoué
- 1956 : Nomination au ministère des Affaires étrangères du Luxembourg
- 1969 : Secrétaire-chef de cabinet de S.A.R. le grand-duc Jean
- 1970 : Maréchal de la Cour de S.A.R. le grand-duc Jean
- 1981 : Ambassadeur à Moscou, etc.
- 1991 : Retraite

## Divers
- Présidences et mandats au sein de conseils d'administration de sociétés à caractère économique, culturel, humanitaire et patriotique.
- Enseignant à l'European Center de l'université Miami (États-Unis)